# Rutger (Dombaumeister)
Meister Rutger († um 1333) war von 1331 an für kurze Zeit vierter Kölner Dombaumeister und Nachfolger seines Bruders Meister Johannes. Über ihn ist aus den Urkunden wenig bekannt. Er war verheiratet mit Lya. Sein Nachfolger als Dombaumeister war Bartholomäus von Hamm.